# クライストチャーチ
クライストチャーチ（英語: Christchurch、マオリ語: Ōtautahi）は、ニュージーランド南島中部、カンタベリー平野東海岸側に位置する。人口は、388,400人（2018年）。南島の中心的な都市である。

## 概要
市名は1848年に設立された移民団組織カンタベリー協会を率いたアイルランド出身の政治家ジョン・ロバート・ゴドリーの出身校であるオックスフォード大学クライストチャーチ・カレッジに由来する。カンタベリー協会はイングランド国教会によって立ち上げられた経緯があり、総本山のある宗教都市カンタベリーをモデルとして街づくりが行われた。
街の中心にクライストチャーチ大聖堂があり、周囲に広場が配置されている。街の中心部にはヴィクトリア時代の建物が多く残り“イングランド以外で最もイングランドらしい街”と称される。市内には740を超える公園が設置され「ガーデンシティ（庭の街）」と呼ばれる。市街地は平坦で「碁盤の目」のような規則正しい街路が敷かれている。

## 歴史
マオリ族の伝説によれば、1250年頃、ニュージーランドに生息した巨大な鳥モアを追いかけ、北島東海岸から先住民族が南島に移って来たという。言い伝えによれば、16世紀に「ワイタハ」という部族がモアを追いかけてクライストチャーチ付近に移り住み、その後いくつもの部族が入れ代わり「ンガティ マオエ」「ンガイ タフ」という部族が定住し、ヨーロッパ人の入植が始まる1830年代までこの地で生活していたと言われる。部族の定住生活の考古学的な証拠が1876年にクライストチャーチ市内レッドクリフの洞窟から発見されている。
1830年代にはヨーロッパの捕鯨業者が海岸に港を整備して捕鯨船の補給地としていたが、本格的な入植は1840年にイギリス政府とマオリ族の間で締結されたワイタンギ条約以後である。この条約によりニュージーランドは事実上イギリスの植民地となった。1850年にカンタベリー協会が集めた移民団792人が4隻の船に乗って捕鯨基地のあったリトルトンに上陸し、街造りが開始された。入植者の多くが、英国オックスフォード大学・クライストチャーチカレッジの出身者であったことから、街はクライストチャーチと命名された。英国人建築家のベンジャミン・マウントフォート設計によるネオ・ゴシック建築の建物が市内中心部に建造された。1856年7月31日に英国国王の勅許状によりクライストチャーチはニュージーランドで最初の「市」となった。1853年から1876年までカンタベリー州の州都であった（現在州制度は廃止され地方議会制へ移行したが、スポーツ競技では現在も州名を使用する競技がある）。
20世紀初頭にイギリスの探検家ロバート・スコットや、アイルランドの探検家アーネスト・シャクルトンが南極探検へ向かう拠点とした。リトルトン港は南極基地へ物資を輸送する拠点港として、クライストチャーチ国際空港は、王立ニュージーランド空挺団、アメリカ合衆国南極プログラム(USAP)の拠点空港として業務を担当している。同空港に隣接する「国際南極センター」は南極調査資料の展示と体感施設を兼ね備えた施設としての他、ニュージーランド、アメリカ、イタリアの南極観測隊活動拠点地として業務を担当している。クライストチャーチ病院は南極基地からの急病患者を搬送する拠点医療機関に指定されている。カンタベリー大学は「国際南極大学(IAI)」協力校として、大学院修士・博士課程に南極学プログラムを設置している。
2011年2月22日午後0時51分（現地時間）にクライストチャーチ近郊で発生したカンタベリー地震で市中心部の建物が被害を受けた。
2019年3月15日に、同市のモスク（イスラム教礼拝所）2カ所でクライストチャーチモスク銃乱射事件が発生し、死者は50人にのぼった。

## 地理

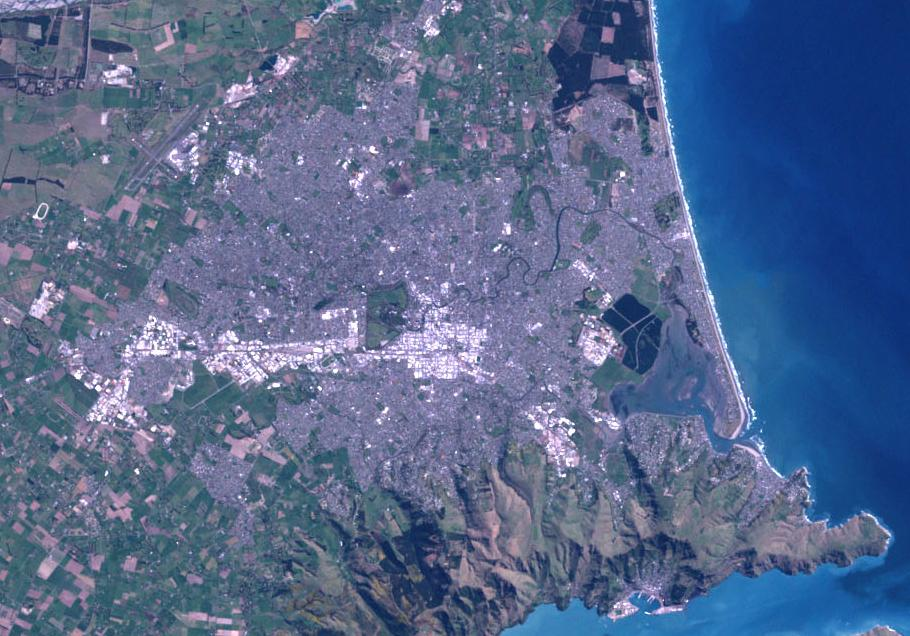
クライストチャーチの衛星写真

カンタベリー平野の東端に位置し、北には北カンタベリー最大の川であるワイマカリリ川が流れ、東側は太平洋に接するペガサス湾が位置し、市街地にはエイヴォン川が流れる。東南の位置にバンクス半島が位置し、バンクス半島を囲む形でポートヒルズと呼ばれる丘陵が連なる。2006年3月6日にクライストチャーチ市とバンクス半島地区は合併した（旧バンクス半島地区は現在バンクス半島区へ地区変更）。
バンクス半島区に位置するリトルトンへはポートヒルズ下を貫通する自動車用トンネルを通り移動できる。自動車用トンネルとは別に鉄道用トンネルも存在するが、現在は客車の利用はなく、貨車のみ運行されている（この貨車は西海岸で採掘された石炭をリトルトン港へ運ぶ列車として国内有数の運行本数を誇る）。客車運行期に使用された旧リトルトン鉄道駅は現存するが、現在は美術工芸品を扱う店舗として利用され鉄道駅としての機能は存在しない。

## 気候
西岸海洋性気候の気候区にあり夏季の強烈な熱波や冬季の強烈な寒波はうけない。北半球では札幌市に相当する緯度であるが、一年を通して温暖な気候区にある。夏季の気温は17℃から30℃、冬季の気温は2℃から12℃程度である。湿った空気が西側の山脈に遮られるため、降水量はやや少なく年間618mm程度である。夏季は西側の山脈を越え吹き込む乾いた風の影響で湿度は低く、冬季は海洋から、吹き込む湿った空気影響で湿度が高い。また海陸風の影響を受けるため夏季でも朝夕の寒暖の差が激しい。冬季は湿った空気が放射冷却により冷やされ霜が発生し、市内でも霧が発生することがある。南アルプス山脈の東側に位置するためカンタベリー平野全域に積雪が観測されるが、市内での積雪は年に数日の例外を除きほとんど観測されない。冬季に使用される暖房用の薪や石炭から排出される煙が霧と結合しスモッグを発生させ、地形的な逆転層の影響により山間部では濃霧が発生することがある。
| クライストチャーチ (1981–2010)の気候 | クライストチャーチ (1981–2010)の気候 | クライストチャーチ (1981–2010)の気候 | クライストチャーチ (1981–2010)の気候 | クライストチャーチ (1981–2010)の気候 | クライストチャーチ (1981–2010)の気候 | クライストチャーチ (1981–2010)の気候 | クライストチャーチ (1981–2010)の気候 | クライストチャーチ (1981–2010)の気候 | クライストチャーチ (1981–2010)の気候 | クライストチャーチ (1981–2010)の気候 | クライストチャーチ (1981–2010)の気候 | クライストチャーチ (1981–2010)の気候 | クライストチャーチ (1981–2010)の気候 |
| 月                                   | 1月                                  | 2月                                  | 3月                                  | 4月                                  | 5月                                  | 6月                                  | 7月                                  | 8月                                  | 9月                                  | 10月                                 | 11月                                 | 12月                                 | 年                                   |
| ------------------------------------ | ------------------------------------ | ------------------------------------ | ------------------------------------ | ------------------------------------ | ------------------------------------ | ------------------------------------ | ------------------------------------ | ------------------------------------ | ------------------------------------ | ------------------------------------ | ------------------------------------ | ------------------------------------ | ------------------------------------ |
| 最高気温記録 °C （°F）               | 35.9 (96.6)                          | 40.0 (104)                           | 35.9 (96.6)                          | 29.9 (85.8)                          | 27.3 (81.1)                          | 22.5 (72.5)                          | 22.4 (72.3)                          | 22.8 (73)                            | 26.2 (79.2)                          | 30.1 (86.2)                          | 32.0 (89.6)                          | 35.4 (95.7)                          | 40.0 (104)                           |
| 平均最高気温 °C （°F）               | 22.7 (72.9)                          | 22.1 (71.8)                          | 20.5 (68.9)                          | 17.7 (63.9)                          | 14.7 (58.5)                          | 12.0 (53.6)                          | 11.3 (52.3)                          | 12.7 (54.9)                          | 15.3 (59.5)                          | 17.2 (63)                            | 19.3 (66.7)                          | 21.1 (70)                            | 17.2 (63)                            |
| 日平均気温 °C （°F）                 | 17.5 (63.5)                          | 17.2 (63)                            | 15.5 (59.9)                          | 12.7 (54.9)                          | 9.8 (49.6)                           | 7.1 (44.8)                           | 6.6 (43.9)                           | 7.9 (46.2)                           | 10.3 (50.5)                          | 12.2 (54)                            | 14.1 (57.4)                          | 16.1 (61)                            | 12.2 (54)                            |
| 平均最低気温 °C （°F）               | 12.3 (54.1)                          | 12.2 (54)                            | 10.4 (50.7)                          | 7.7 (45.9)                           | 4.9 (40.8)                           | 2.3 (36.1)                           | 1.9 (35.4)                           | 3.2 (37.8)                           | 5.2 (41.4)                           | 7.1 (44.8)                           | 8.9 (48)                             | 11.0 (51.8)                          | 7.3 (45.1)                           |
| 最低気温記録 °C （°F）               | 3.0 (37.4)                           | 1.5 (34.7)                           | −0.2 (31.6)                          | −4.0 (24.8)                          | −6.4 (20.5)                          | −7.2 (19)                            | −6.8 (19.8)                          | −6.7 (19.9)                          | −4.4 (24.1)                          | −4.2 (24.4)                          | −2.6 (27.3)                          | 0.1 (32.2)                           | −7.2 (19)                            |
| 降水量 mm （inch）                   | 38.3 (1.508)                         | 42.3 (1.665)                         | 44.8 (1.764)                         | 46.2 (1.819)                         | 63.7 (2.508)                         | 60.9 (2.398)                         | 68.4 (2.693)                         | 64.4 (2.535)                         | 41.1 (1.618)                         | 52.8 (2.079)                         | 45.8 (1.803)                         | 49.5 (1.949)                         | 618.2 (24.339)                       |
| 平均降水日数 （≥1.0 mm）             | 5.8                                  | 5.6                                  | 6.2                                  | 6.7                                  | 7.6                                  | 8.9                                  | 8.2                                  | 8.2                                  | 6.1                                  | 6.9                                  | 6.5                                  | 7.3                                  | 84.0                                 |
| % 湿度                               | 81.1                                 | 86.2                                 | 86.0                                 | 89.0                                 | 91.4                                 | 92.0                                 | 92.0                                 | 87.6                                 | 79.6                                 | 78.9                                 | 78.1                                 | 78.9                                 | 85.1                                 |
| 平均月間日照時間                     | 237.9                                | 195.0                                | 191.2                                | 162.6                                | 140.8                                | 117.1                                | 127.1                                | 153.9                                | 169.5                                | 203.8                                | 223.7                                | 219.9                                | 2,142.5                              |
| 出典：NIWA Science climate data      |                                      |                                      |                                      |                                      |                                      |                                      |                                      |                                      |                                      |                                      |                                      |                                      |                                      |

## 地震
環太平洋地震帯の一部をなすニュージーランドは地震活動が活発であり、クライストチャーチ（カンタベリー地方）でも過去に繰り返し震災が起きている。近年では特に2011年2月に発生した地震による被害が大きかった。
2011年のカンタベリー地震
2011年2月22日12時51分（現地時間）、ニュージーランドのカンタベリー地方でM6.1の地震が発生した。震源に近いクライストチャーチを中心に甚大な被害が発生し、日本人28人を含む185人が犠牲になった。
この地震では、現地（クライストチャーチ）に滞在していた多数の日本人も被災している。日本人の死者・不明者は28人であり、いずれも留学生であった。
元々、ニュージーランドは治安が良いなどの理由で留学先として人気が高く、また地震当時はほとんどの大学が冬期休暇であったこともあり、多くの日本人留学生がクライストチャーチにいた。犠牲者も下記の通り全員留学生で、高校を卒業して間もない学生もいた。
被害が拡大した要因のひとつは、6階建ての「CTVビル」の崩壊であった。このビルの4階には語学学校があり、日本人の短期留学生38人を含む多くの外国人留学生がいた（特に日本や中国などアジア圏からの留学生が多かった）。そんな語学学校のビルが激震で倒壊したことにより、多くの日本人が巻き込まれてしまったのである。CTVビルの倒壊に伴う犠牲者は、28人の日本人を含めて115人に達した。
以下は死亡が確認された日本人の所属していた専門学校および、留学斡旋元：
- 富山外国語専門学校 - 12人
- 海外留学斡旋会社 - 10人
- 海外留学 - 2人
- 個人留学生 - 4人

## 行政
行政運営は市長と市議会により行われる。2013年10月にリアン・ダルジル（元弁護士、元ニュージーランド労働党議員（8期））が第46代市長に就任。市議会議員選挙は3年ごとに改選が行われ、市内を6つの都市区と人口がまばらな1区（バンクス半島区）に分け、6都市区から各2名、バンクス半島区から1名の議員を直接選挙により選出し、計13名の議員により議会運営が行われる。その他、各地域の問題を議論するコミュニティー評議会が市内を8つの評議区に分け設置され、各評議区から5名の評議委員が地域住民により選出される。各評議区には5名の評議委員と市議会2名（バンクス半島区選出の議員はアカロア-ワイレワ評議区とリトルトン-マウント・ハーバート評議区を兼務）が所属し地域問題を担当する。
クライストチャーチは早くから行政運営に民間的手法を導入し数多くの先進的な取り組みと革新的な改革を行ったことから、1993年にドイツのベルテルスマン財団よりカール・ベルテルスマン賞を授与された。

## 経済
カンタベリー平野を中心に酪農、畜産、農業が盛んに行われている。製造業、不動産、卸売り業も盛ん。近年ではヨーロッパ、アジア、北米地域からの観光客を中心に観光や旅行業も盛ん。南島の商業中心都市であり金融業、縫製業が盛ん。

## 観光

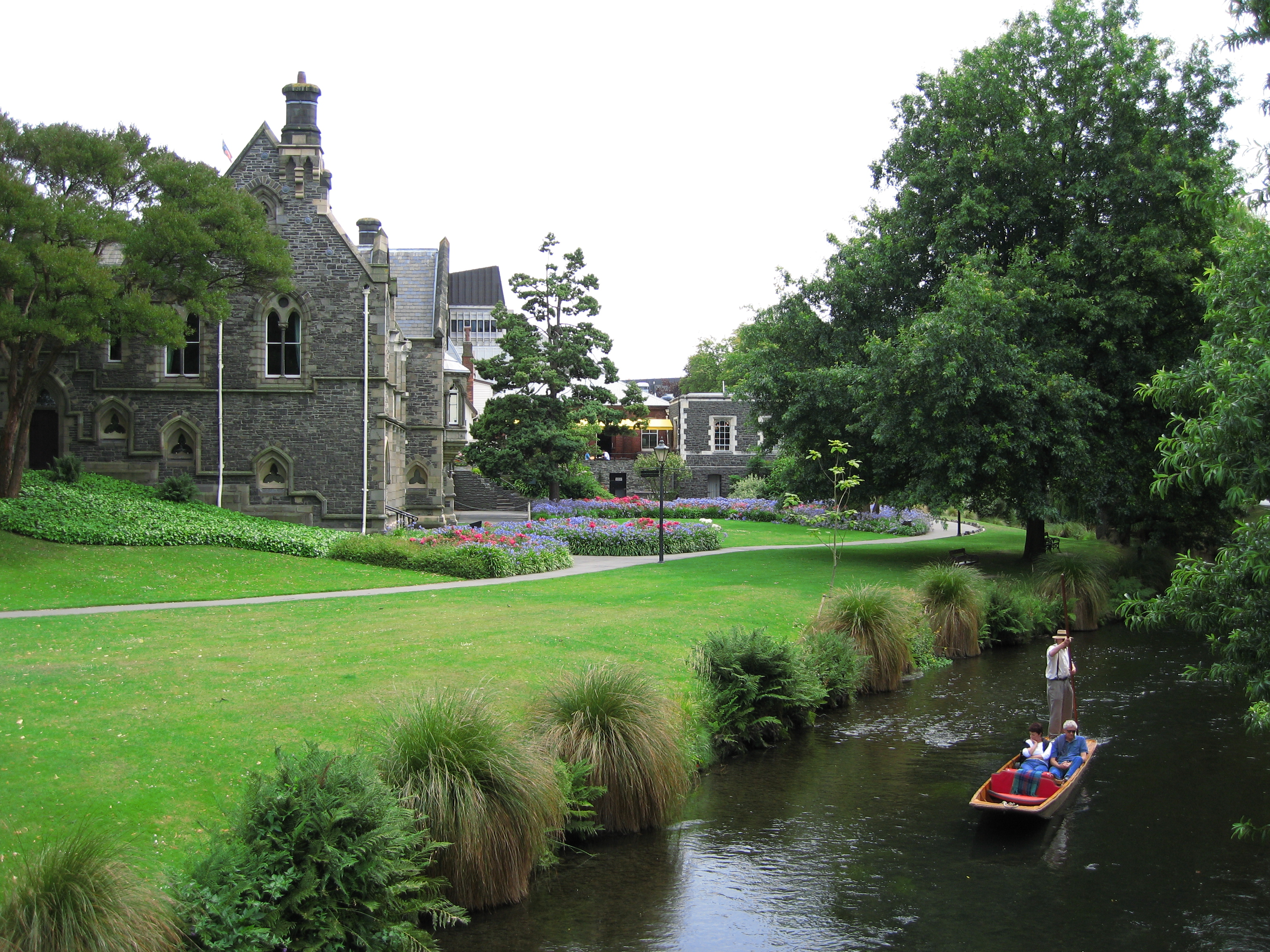
旧州政府庁舎とエイヴォン川

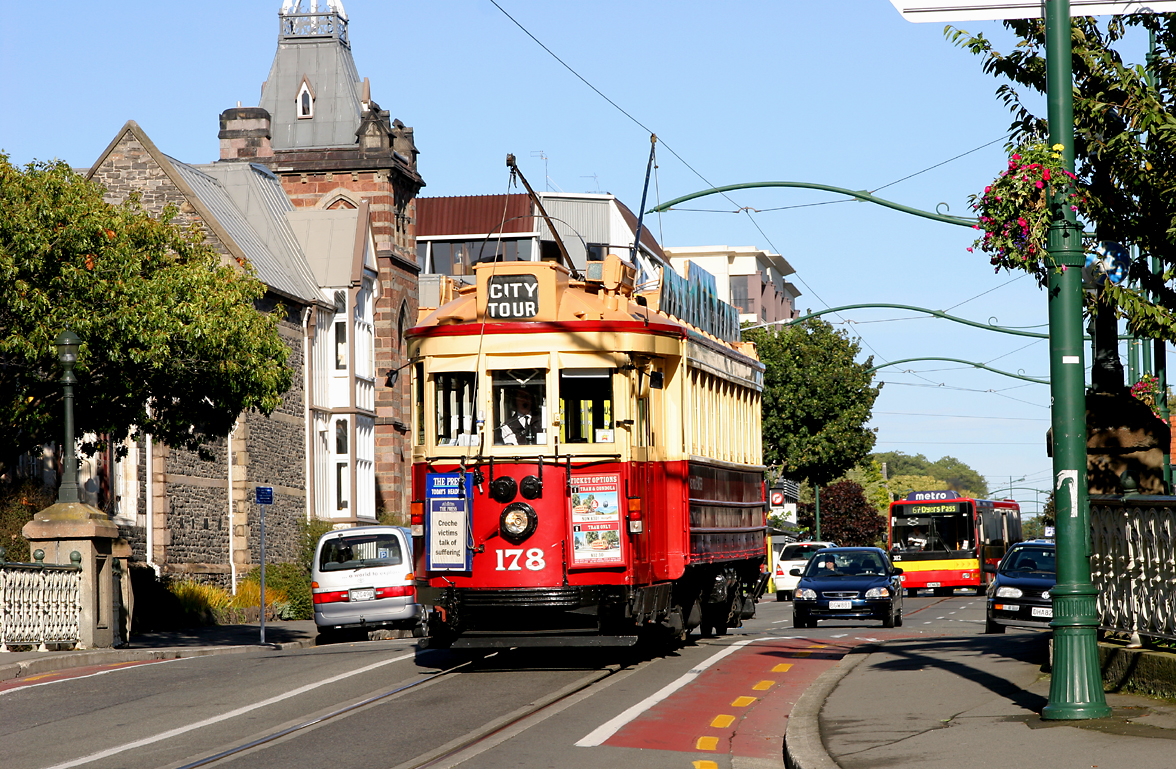
トラム（路面電車）

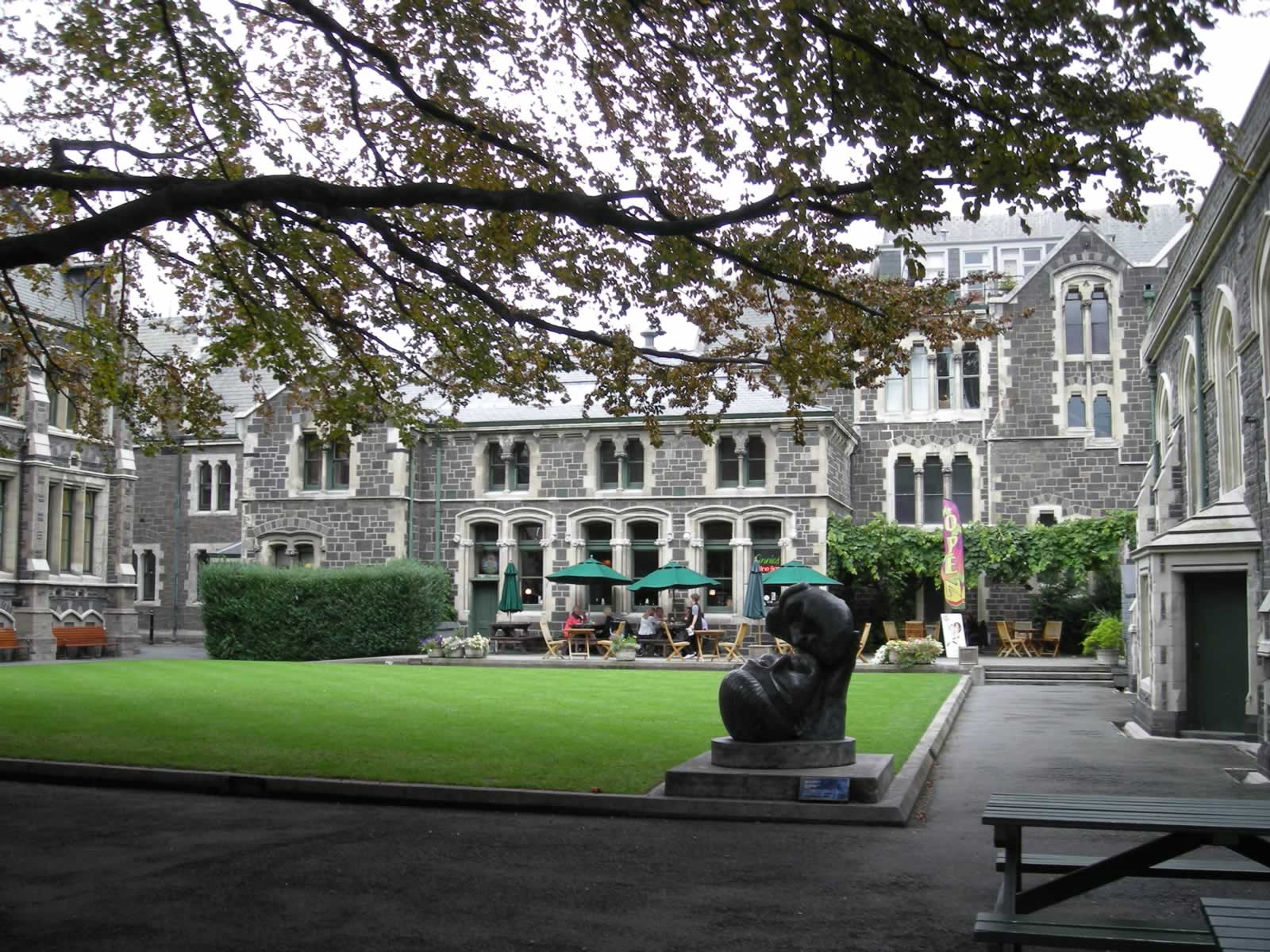
アートセンター

街の中心に建つクライストチャーチ大聖堂は街のシンボルとして有名。その周辺が最も賑やかな繁華街を形成しており、ビジネス、商業、観光の中心地として多くの観光客、市民で賑わいを見せる。詳しくはクライストチャーチ・シティ・センターを参照の事。
クライストチャーチ大聖堂を中心に観光用路面電車に乗ることもできる。クライストチャーチ・アートセンターは観光客に人気の観光名所。クライストチャーチ植物園へも徒歩で向かえる。隣接するカンタベリー博物館ではカンタベリー地方のマオリ文化の歴史的資料の展示、かつて実在した巨大な鳥・モアに関する展示のほか、カンタベリー地方開拓時代の歴史的資料などが展示されている。
大聖堂から西の位置にハグレイ公園がある。165ヘクタールの広大な敷地にゴルフコース、ラグビー競技場、サッカー練習場、クリケット競技場、テニスコートなどのスポーツ施設を有する。同公園内では週末になると多くのスポーツ競技が開催される。公園内を流れるエイヴォン川ではパント舟での遊覧、カヌーに乗ることもできる。
沿海部のニューブライトンにはニューブライトン桟橋という全長300メートルのコンクリート製の桟橋がある。
毎年2月に開かれる「ガーデンフェスティバル」では街中が花と緑に包まれる。また、このガーデンフェスティバルの一環で、クライストチャーチ・ガーデン・アウォーズという、一般家庭の庭造りの品評を競うコンテストがある。評価部門は、総合部門、ストリート部門、芝部門などたくさんの部門があり参加者、観光客で賑わいを見せる。
郊外へ車で2時間ほど足を伸ばせば、温泉施設で有名なハンマースプリングス、ホエールウォッチングのメッカであるカイコウラ、アカロア、マウントハットスキー場などで思い思いのアクティビティを楽しむことができる。
クライストチャーチは北島、オーストラリア、シンガポールへの移動拠点であり、また南島各地への中継地でもあるため観光客が多い。

## 交通

### バス
市内の主な公共交通機関は路線バスである。路線が市内をくまなく運行しており、全ての路線が中心街にあるバスターミナルを発着または経由地としている。乗車時には現金での支払いの他、乗車専用の非接触型カード（ICカード）による決済が普及している。市内中心部各所を巡回する無料シャトルバスも運行している。大手長距離バス会社から南島各所へ長距離バスが運行されている。クライストチャーチを発着または経由地として南島全域へ運行されている。

### 鉄道
市中心部から南西に4km程の場所に鉄道駅が所在するが、貨車専用のため、貨物用と観光用として利用されている。旅客列車は南島西岸のグレイマウスへ向かう「トランツ・アルパイン号」 と、南島北端ピクトンへ向かう「トランツコースタル号」の2路線がそれぞれ1日1本運行するのみとなっている。

### 航空機
中心部から北西約9km（車で約25分）の地にクライストチャーチ国際空港が所在し、南島のハブ空港となっている。日本からの航空路線は東京（成田）からニュージーランド航空（全日空とのコードシェア便）の季節便が就航している。他にカンタス航空、シンガポール航空、エミレーツ航空が就航している。

## 文化

### スポーツ
- クルセイダーズ（スーパーラグビーに参戦するラグビーの名門チーム。本拠地はAMIスタジアム）

### 音楽
- クライストチャーチ交響楽団（本拠地はクライストチャーチ・タウンホール）
- クライストチャーチ・シティーコーラス（クライストチャーチ・タウンホール）
- サザン・オペラ

## 教育機関

### 小学校・中等学校
- クライスト・カレッジ
- クライストチャーチ・ボーイズ・ハイスクール
- ミドルトン・グランジ・スクール
- ランギルル・ガールズ・スクール

### 大学
- カンタベリー大学
- リンカーン大学
- オタゴ大学クライストチャーチ校舎

### ポリテクニック
- クライストチャーチ・ポリテクニック・インスティチュート・オブ・テクノロジー

## 姉妹都市
- クライストチャーチ（イギリス連合王国 イングランド国 ドーセット州）
- アデレード（オーストラリア連邦 南オーストラリア州）
- シアトル（アメリカ合衆国 ワシントン州）
- 倉敷市（日本国 中国地方 岡山県）
- 蘭州市（中華人民共和国 甘粛省）
- 武漢市（中華人民共和国 湖北省）
- 松坡区（大韓民国 ソウル特別市）

## 著名人
- ヘイリー・ウェステンラ
- ジョン・ブリッテン
- グラハム・ヘンリー
- ライアン・ネルセン
- ナイオ・マーシュ
- ニール・チェリー
- ジョン・マクミラン
- リーチマイケル
- トンプソンルーク